# Мэйти
Михаил Александрович Тютькин (род. 22 ноября 1991, Алатырь, СССР), более известный под псевдонимом Мэйти, — российский музыкант. Музыка Мэйти не поддаётся строгим жанровым рамкам, совмещая в себе элементы различных стилей: от хип-хопа и рока до поп-музыки.

## Псевдоним
Псевдоним Мэйти является свободным акронимом, произведённым от имени и фамилии исполнителя.
«Свой сценический псевдоним я сконструировал, используя начальные буквы своего имени, — говорит он сам. — Уже позднее узнал, что в переводе с одного из диалектов «Мэйти» означает «безымянный».

## Биография
Михаил Тютькин родился 22 ноября 1991 года в городе Алатырь Чувашской республики.
Профессиональную карьеру певца начал в 2010 году приняв участие в международном фестивале «Кофемолка», где вышел в финал. Это стало первым достижением в карьере исполнителя.
В 2012 году выпустил мини-альбом «Новые песни о главном», а спустя некоторое время полноценный студийный альбом «Своя правда». После были выпущены альбомы «Африка» (2013) и «Голос птиц» (2014).
Наибольшую популярность Михаилу Тютькину принёс вышедший в марте 2015 года альбом «Записки юного врача». В октябре этого же года вышел пятый по счёту альбом «Парфюмер».
23 августа 2016 года Мэйти представляет свой очередной студийный альбом, который получил название «Дневник Сельского Священника».
7 ноября 2017 года Мэйти выпускает альбом «Великий русский никто».
В 2018 году был выпущен альбом «Биголло. Часть 1». Среди исполнителей, которые принимали участие в записи были: «Ногу свело!», «Anacondaz», «25/17», L’One и другие. Через год последовало сразу два продолжения этого альбома (с разницей ровно в одну неделю).
22 октября 2019 года вышел альбом «Вспеть», отчасти состоявший из акустических вариантов старых песен.
1 января 2021 года вышел мини-альбом «Страшные сказки», состоявший, в соответствие с названием, из восьми песен-историй в жанре ужасов.
30 сентября 2021 года вышел альбом «Дневник сельского священника 2: Письма монаха другу в столицу», музыкально заметно отличавшийся от первой части.
Также на счету Мэйти три опубликованных сборника стихов: «Стихи» (2015), «Почтальон снов» (2017) и «Леса поют вечно» (2021). За исключением первого, они также были выпущены в сокращенном варианте в аудиоформате.

## Дискография

### Альбомы
| Оценки критиков | Оценки критиков |
| Источник        | Оценка          |
| --------------- | --------------- |
| InterMedia      | [ 5 ]           |

| Год  | Название                                                           | Подробнее                                                                             |
| ---- | ------------------------------------------------------------------ | ------------------------------------------------------------------------------------- |
| 2012 | «Новые песни о главном» [EP]                                       |                                                                                       |
| 2013 | «Своя правда»                                                      | - Выпущен: 1 января 2013 - Формат: CD - Лейбл: А+                                     |
| 2013 | «Africa»                                                           | - Выпущен: 2013 - Формат: CD - Лейбл: А+                                              |
| 2014 | «Голос птиц»                                                       | - Выпущен: 2014 - Формат: цифровое скачивание - Лейбл: А+                             |
| 2015 | «Записки юного врача»                                              | - Выпущен: 2015 - Формат: цифровое скачивание - Лейбл: А+                             |
| 2015 | «Парфюмер»                                                         | - Выпущен: 7 октября 2015 - Формат: CD, цифровое скачивание - Лейбл: А+/Студия СОЮЗ   |
| 2016 | «Дневник сельского священника»                                     | - Выпущен: 24 августа 2016 - Формат: цифровое скачивание - Лейбл: А+/Студия СОЮЗ      |
| 2017 | «И, треснув, зеркало звенит»                                       | - Выпущен: 17 февраля 2017 - Формат: цифровое скачивание - Лейбл: A+/Студия СОЮЗ      |
| 2017 | «Великий русский никто»                                            | - Выпущен: 7 ноября 2017 - Формат: цифровое скачивание - Лейбл: А+/Студия СОЮЗ        |
| 2018 | «Биголло. Часть 1»                                                 | - Выпущен: 25 мая 2018 - Формат: цифровое скачивание - Лейбл: #MUSICDISTRIBUTION      |
| 2019 | «Биголло. Часть 2»                                                 | - Выпущен: 6 сентября 2019 - Формат: цифровое скачивание - Лейбл: #MUSICDISTRIBUTION  |
| 2019 | «Биголло. Часть 3»                                                 | - Выпущен: 13 сентября 2019 - Формат: цифровое скачивание - Лейбл: #MUSICDISTRIBUTION |
| 2019 | «Вспеть»                                                           | - Выпущен: 22 октября 2019 - Формат: цифровое скачивание - Лейбл: #MUSICDISTRIBUTION  |
| 2021 | «Страшные сказки» (EP)                                             | - Выпущен: 1 января 2021 - Формат: цифровое скачивание - Лейбл: #MUSICDISTRIBUTION    |
| 2021 | «Дневник сельского священника 2: Письмо монаха к другу из столицы» | - Выпущен: 30 сентября 2021 - Формат: цифровое скачивание - Лейбл: #MUSICDISTRIBUTION |

### Аудиокниги стихов
- «Почтальон снов»[27] (2017)
- «Леса поют вечно»[28] (2021)